# John Michael Botean
John Michael Botean (* 9. Juli 1955 in Canton, Ohio) ist ein US-amerikanischer Geistlicher der Rumänischen griechisch-katholischen Kirche und seit 1996 Bischof der Eparchie  Saint George’s in Canton.

## Leben
Nach seinem High-School-Abschluss studierte John Michael Botean am Seminar St. Fidelis in Herman (Pennsylvania), an der Katholischen Universität von Amerika in Washington, D.C. (Bachelor of Arts in Philosophie 1977), dem Theologischen Seminar St. Gregory der Melkitischen griechisch-katholischen Kirche in Newton (Massachusetts) und der griechisch-orthodoxen Holy Cross School of Theology in Brookline (Massachusetts), beide im Großraum Boston, sowie später an der Catholic Theological Union in Chicago. Am 18. Mai 1986 empfing er in der St. George the Martyr Cathedral in Canton (Ohio) von Bischof Vasile Louis Puscas die Priesterweihe. Anschließend diente er vier Jahre als Pastor der St. Michael Church in Aurora (Illinois), bevor er 1990 zum Rektor der St. George Cathedral in Canton ernannt wurde.
Bischof Puscas ernannte Botean 1993 zum Generalvikar der Eparchie  Saint George’s in Canton. Im selben Jahr trat der Bischof aus Altersgründen zurück und Botean wurde als Apostolischer Administrator mit der einstweiligen Leitung der Diözese betraut. Am 29. März 1996 ernannte Papst Johannes Paul II. ihn zum neuen Bischof von Saint George’s in Canton und damit zum Oberhaupt der Rumänischen griechisch-katholischen Kirche in den USA. Der Erzbischof von Făgăraș und Alba Iulia, Lucian Mureșan, weihte ihn am 24. August desselben Jahres in der Kathedrale von Canton zum Bischof; Mitkonsekratoren waren Judson Michael Procyk, ruthenischer Erzbischof von Pittsburgh, und Nicholas James Samra, melkitischer Weihbischof in Newton.